# الرحبة (صنعاء)

تعديل مصدري - تعديل

حي الرحبة هو أحد أحياء منطقة الروضة شمال العاصمة اليمنية صنعاء، بلغ تعداد سكانه 3477 نسمة حسب التعداد السكاني في اليمن لعام 2004.

## حارات الحي
| الحارة/المحلة      | عدد المساكن | عدد الأسر | الذكور | الأناث | الإجمالي |
| حارة بيت مذكور     | 23          | 20        | 60     | 64     | 124      |
| حارة مدينة الطيران | 107         | 100       | 380    | 378    | 758      |
| حارة بيت نوفل      | 430         | 415       | 12801  | 1315   | 2595     |